# Ericka Bareigts

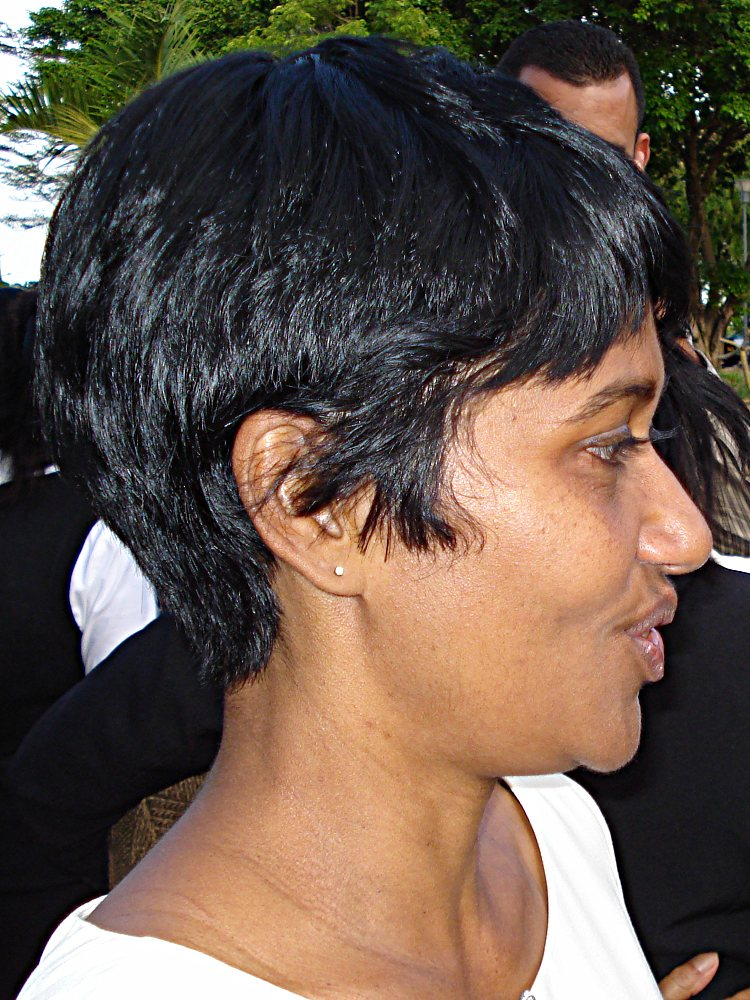
Ericka Bareigts, 2012

Ericka Bareigts (geborene Couderc; * 16. April 1967 in Saint-Denis, Réunion) ist eine französische Politikerin. Sie war von 2016 bis 2017 Ministerin für die Überseegebiete. Seit 2020 ist sie Bürgermeisterin von Saint-Denis im Überseegebiet Réunion.

## Ausbildung
Nach ihrem Abitur studierte Bareigts an der Universität La Réunion. Dann ging sie nach Paris, um dort internationales Wirtschaftsrecht zu studieren und erwarb 1992 auf Réunion ein DESS in Wirtschaftsrecht. Danach war sie zunächst Anwältin.

## Politischer Werdegang
Von 1998 bis 2004 übte sie mehrere Ämter in der sozialen Verwaltung von Réunion aus. Bareigts, die 1986 in die Parti socialiste eingetreten war, zog 2008 in den Stadtrat von Saint-Denis ein und wurde zur zweiten Stellvertreterin des Bürgermeisters Gilbert Annette. Im folgenden Jahr kandidierte sie bei der Europawahl 2009 im Wahlkreis für die französischen Überseegebiete, wurde aber nicht gewählt. 2010 gelang ihr hingegen der Einzug in den Regionalrat von Réunion. Bei den Parlamentswahlen 2012 wurde sie im ersten Wahlkreis Réunions mit 55,2 % im zweiten Wahlgang in die Nationalversammlung. gewählt. Am 30. August 2016 wurde sie im Zuge einer kleineren Umbildung des Kabinetts Valls II als Nachfolgerin von George Pau-Langevin zur Ministerin für  die Überseegebiete berufen. In dieser Funktion wurde sie im Kabinett Cazeneuve bestätigt.